# Université Blida 2
L'Université Lounici Ali de Blida, ou Université de Blida 2 (plus communément appelée « Université d'El Affroun »), est une université publique algérienne située à El Affroun (Wilaya de Blida) dans le nord du pays.
Créée conformément au décret exécutif no 13-162 du 15 avril 2013 portant création de l’Université de Blida 2,, elle porte le nom d'Ali Lounici, un ex-capitaine de l’ALN.

## Histoire de l'Université
Un nouveau pôle universitaire comprenant plusieurs résidences universitaires a été construit à El Affroun. Il a ouvert partiellement ses portes pour l'année universitaire 2011/2012 : il s'agissait encore alors d'une annexe de l'Université de Blida.
L'administration de l'Université de Blida a transféré progressivement pour cette rentrée la faculté des sciences humaines et sociales et la faculté des lettres et langues.
En avril 2013, l'Université de Blida a été scindée en deux universités indépendantes pour l'année universitaire 2013/2014 : l'Université de Blida 2, créée officiellement, est devenue indépendante de l'ex-Université Saâd Dahlah de Blida devenue l'Université de Blida 1.
L'Université de Blida 2 a été inaugurée en mai 2014 sur le nouveau site d'El Affroun et baptisée « Université Lounici Ali ».

## Organisation
Les facultés composant l'Université de Blida 2 sont les suivantes :
- Faculté des Lettres et des Langues;
- Faculté des Sciences Humaines et Sociales;
- Faculté de Droit et des Sciences politiques;
- Faculté des Sciences Économiques, des Sciences Commerciales et des Sciences de Gestion.

## Galerie de photos

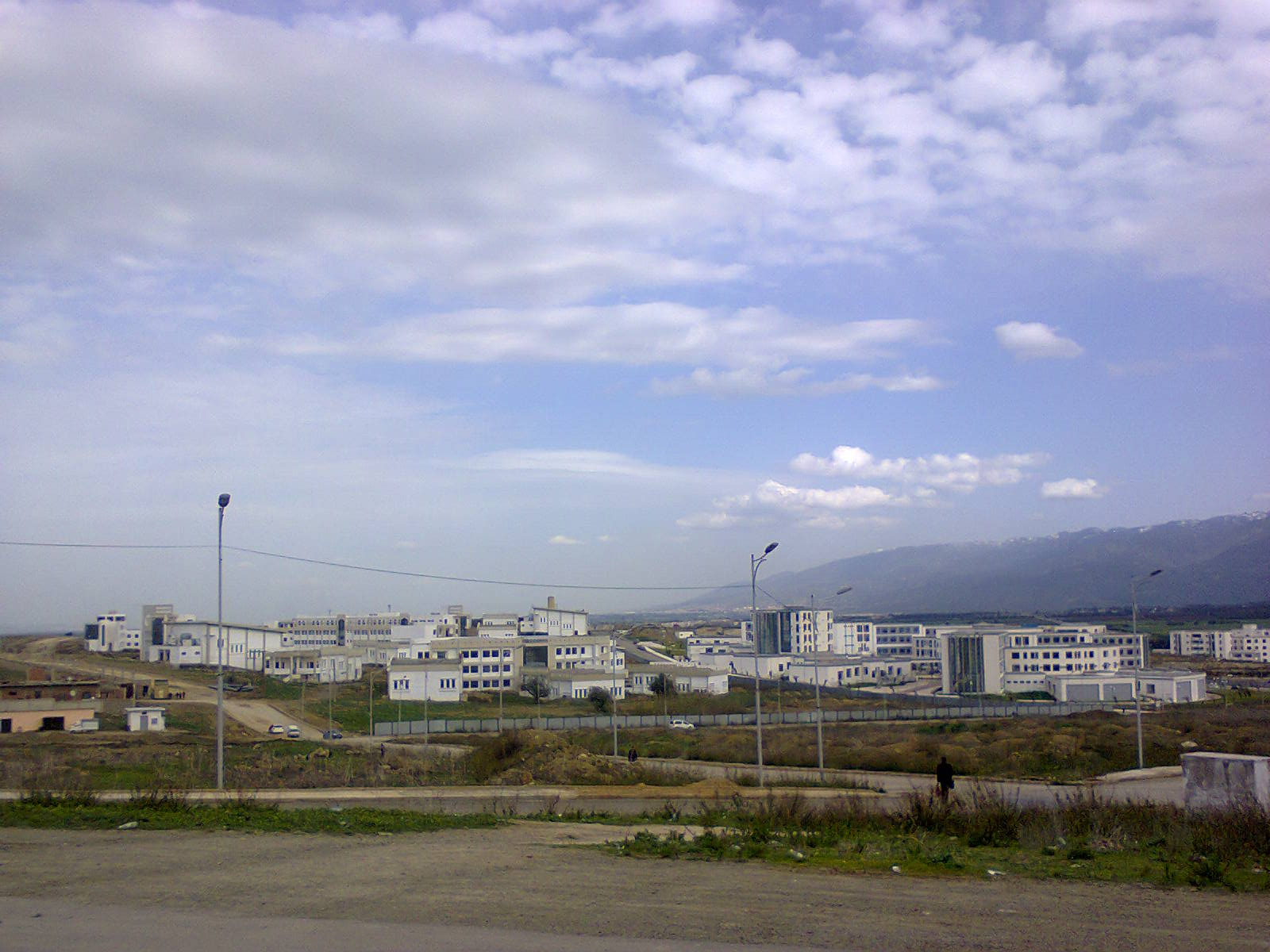
Vue générale sur l'annexe d'El Affroun encore en chantier en 2012.